# Inside America
Inside America ist der erste Spielfilm der österreichischen Regisseurin Barbara Eder. Die dokumentarisch anmutende Erzählung dreht sich um schwierige Situationen im Leben von sechs Jugendlichen in ihrem letzten Schuljahr an der texanischen Homer Hanna High School. Die Filmfiguren wurden allesamt von Laiendarstellern verkörpert. Premiere feierte der Film auf der Diagonale 2010 in Graz. Die österreichische Kinopremiere fand im Februar 2011 statt.

## Handlung
Der junge Mexikaner Manni träumt von einem besseren Leben, während er sich mit Gang-Rivalitäten und den Schwierigkeiten, ohne Papiere einen neuen Job finden zu müssen, herumschlägt. Seine Freundin Patty träumt hingegen davon, mit ihm eine Familie zu gründen und treibt es deshalb mit einer Schulaufgabe zu weit.
Zuly, die ebenfalls demselben Freundeskreis angehört und aus schwierigen Familienverhältnissen kommt, lebt in einer Pflegefamilie und wünscht sich nichts sehnlicher, als wieder bei ihrer leiblichen Mutter zu leben.
Auch in der Mittelschicht läuft nicht alles reibungslos. Die Cheerleaderin Aimee leidet unter dem Druck durch ihre Mutter, auch wenn sie selbst gerne beim Schönheitswettbewerb gewinnen würde. Ihr Freund Carlos, ROTC-Schüler auf dem Weg zur Militärkarriere, betrügt Aimee mit einem Hausmädchen, das er aus Angst vor negativen Konsequenzen schwer unter Druck setzt, als sie von ihm schwanger wird. Und Ricky leidet darunter, ein Außenseiter zu sein, der es nicht schafft, Anschluss zu finden.
All diese Geschichten spitzen sich auf einen düsteren und dramatischen Höhepunkt zu.
Begleitet von dokumentarischen Szenen in der Schule, dem gemeinsamen Aufsagen der Pledge of Allegiance oder obligatorischen Drogenrazzien etwa, zeigt der Film ein erschreckend real wirkendes Bild von Ausweglosigkeit.

## Kritiken
„Der Episodenfilm ist ein High-School-Film der anderen Art und in seiner Ernsthaftigkeit so unterhaltsam wie interessant.“

„...negotiates the fine line between a documentary sensibility and highly dramatized stories.“

## Preise
2011 Max Ophüls Preis 2011: Spezialpreis der Jury